# رون بايبر
رون بايبر (بالإنجليزية: Ron Piper)‏ هو لاعب كرة قدم بريطاني في مركز جناح ‏، ولد في 16 مارس 1943 في Cresswell, Northumberland ‏ في المملكة المتحدة. لعب مع توتنهام هوتسبير ونادي ويمبلدون.